# Marossy Géza (operatőr)
Marossy Géza (Székelyudvarhely, 1973. november 24. –) dokumentumfilm-rendező, operatőr.
1995-től Budapesten él, több önálló film operatőre, rendezője, hetvennél több országban forgatott.

## Operatőri, rendezői munkái
- Havannai történetek (szín., magyar dokumentumf.) rendező
- Made in Taiwan - Kincses sziget Ázsiában (szín., magyar ismerett. film) (TV-film) rendező, operatőr
- Nemzeti Gálakoncert Magyarország új alkotmánya megszületése tiszteletére (TV-film) operatőr
- Színházi Műhely (TV-film) operatőr
- Új nemzedék (szín., magyar magazinműsor) (TV-film) operatőr
- Határon 1988-89 (magyar dokumentumf., 2015) (TV-film) rendező, operatőr
- Két székely (magyar dokumentumf., 2014) (TV-film) rendező, operatőr
- Fölszállott a páva Párizsban (szín., magyar dokumentumf., 2013) (TV-film) operatőr
- Az Isten igájában (magyar dokumentumf., 2012) (TV-film) operatőr
- Börtönben Bolíviában (szín., magyar dokumentumf., 2012) (TV-film) operatőr
- Maradt a tánc (szín., magyar dokumentumf., 2012) (TV-film) rendező, operatőr
- Az 5. Debreceni Deszka Fesztivál krónikája (magyar dokumentumf., 2011) (TV-film) operatőr
- Hív a hold (szín., magyar portréf., 2011) (TV-film) operatőr
- Jelentés a jázminok földjéről - Tunézia, a változás országa (szín., magyar dokumentumf., 2011) (TV-film) rendező, operatőr
- Kallós Zoltán 85 éves (szín., magyar dokumentumf., 2011) (TV-film) operatőr
- Magyar színházak XXIII. Fesztiválja Kisvárdán] (szín., magyar dokumentumf., 2011) (TV-film) operatőr
- Nehézkedés és kegyelem - Lourdes-i napló 2011 (szín., magyar dokumentumf., 2011) (TV-film) rendező, operatőr
- Utak az éjféli nap alatt (szín., magyar dokumentumf., 2011) (TV-film) rendező, operatőr
- Éber álom (szín., magyar dokumentumf., 2010) (TV-film) operatőr
- "Megillik az új a régivel"] (szín., magyar ismerett. film, 2010) (TV-film) operatőr
- Moldovai csángómagyar keresztalja útja Klézsétől Csíksomlyóig (magyar dokumentumf., 2010) (TV-film) operatőr
- Nem vagyunk árvák, van édesanyánk... (magyar dokumentumf., 2010) operatőr
- Ódzsa-színház (szín., magyar portréf., 2010) (TV-film) operatőr
- Gianni Morandi Budapesten (szín., magyar dokumentumf., 2009) (TV-film) rendező, operatőr
- Kirakat (2009) (TV-film) operatőr
- Népi Kultúra Műhely (2009) (TV-film) operatőr
- Szórvány (szín., magyar ism. sor., 2009) (TV-film) operatőr
- Arcélek (szín., magyar dok. sor., 2008) (TV-film) operatőr
- Az építész Rimanóczyak Nagyváradon (szín., magyar ismerett. film, 2008) (TV-film) operatőr
- Charles Simonyi, a meta-utazó: Az Uráltól a szoftvergyárig] (szín., magyar dokumentumf., 2008) (TV-film) operatőr
- Charles Simonyi, a meta-utazó: Irány az űr!] (szín., magyar dokumentumf., 2008) (TV-film) operatőr
- Szlovénia színei (szín., magyar ismerett. film, 2008) (TV-film) operatőr
- Világkikötő (szín., magyar ism. sor., 2008) (TV-film) operatőr
- Kastély a Kárpátokban (szín., magyar dokumentumf., 2007) (TV-film) operatőr
- "Maradok, másként nem tehetek" (szín., magyar dokumentumf., 2007) (TV-film) operatőr
- Portugália (szín., magyar dokumentumf., 2007) (TV-film) rendező, operatőr
- Vallomás nyolc tételben - Jacov Barzilay (szín., magyar dokumentumf., 2007) (TV-film) operatőr
- Volt egyszer egy háború (szín., magyar dokumentumf., 2007) (TV-film) operatőr
- A forradalom Rómából nézve (szín., magyar riportf., 2006) (TV-film) operatőr

| FILM: |
| Havannai történetek (szín., magyar dokumentumf.) rendező                                                                   |
| Made in Taiwan - Kincses sziget Ázsiában (szín., magyar ismerett. film) (TV-film) rendező, operatőr                        |
| Nemzeti Gálakoncert Magyarország új alkotmánya megszületése tiszteletére (TV-film) operatőr                                |
| Színházi Műhely (TV-film) operatőr                                                                                         |
| Új nemzedék (szín., magyar magazinműsor) (TV-film) operatőr                                                                |
| Határon 1988-89 (magyar dokumentumf., 2015) (TV-film) rendező, operatőr                                                    |
| Két székely (magyar dokumentumf., 2014) (TV-film) rendező, operatőr                                                        |
| Fölszállott a páva Párizsban (szín., magyar dokumentumf., 2013) (TV-film) operatőr                                         |
| Az Isten igájában (magyar dokumentumf., 2012) (TV-film) operatőr                                                           |
| Börtönben Bolíviában (szín., magyar dokumentumf., 2012) (TV-film) operatőr                                                 |
| Maradt a tánc (szín., magyar dokumentumf., 2012) (TV-film) rendező, operatőr                                               |
| Az 5. Debreceni Deszka Fesztivál krónikája (magyar dokumentumf., 2011) (TV-film) operatőr                                  |
| Hív a hold (szín., magyar portréf., 2011) (TV-film) operatőr                                                               |
| Jelentés a jázminok földjéről - Tunézia, a változás országa (szín., magyar dokumentumf., 2011) (TV-film) rendező, operatőr |
| Kallós Zoltán 85 éves (szín., magyar dokumentumf., 2011) (TV-film) operatőr                                                |
| Magyar színházak XXIII. Fesztiválja Kisvárdán (szín., magyar dokumentumf., 2011) (TV-film) operatőr                        |
| Nehézkedés és kegyelem - Lourdes-i napló 2011 (szín., magyar dokumentumf., 2011) (TV-film) rendező, operatőr               |
| Utak az éjféli nap alatt (szín., magyar dokumentumf., 2011) (TV-film) rendező, operatőr                                    |
| Éber álom (szín., magyar dokumentumf., 2010) (TV-film) operatőr                                                            |
| "Megillik az új a régivel" (szín., magyar ismerett. film, 2010) (TV-film) operatőr                                         |
| Moldovai csángómagyar keresztalja útja Klézsétől Csíksomlyóig (magyar dokumentumf., 2010) (TV-film) operatőr               |
| Nem vagyunk árvák, van édesanyánk... (magyar dokumentumf., 2010) operatőr                                                  |
| Ódzsa-színház (szín., magyar portréf., 2010) (TV-film) operatőr                                                            |
| Gianni Morandi Budapesten (szín., magyar dokumentumf., 2009) (TV-film) rendező, operatőr                                   |
| Kirakat (2009) (TV-film) operatőr                                                                                          |
| Népi Kultúra Műhely (2009) (TV-film) operatőr                                                                              |
| Szórvány (szín., magyar ism. sor., 2009) (TV-film) operatőr                                                                |
| Arcélek (szín., magyar dok. sor., 2008) (TV-film) operatőr                                                                 |
| Az építész Rimanóczyak Nagyváradon (szín., magyar ismerett. film, 2008) (TV-film) operatőr                                 |
| Charles Simonyi, a meta-utazó: Az Uráltól a szoftvergyárig (szín., magyar dokumentumf., 2008) (TV-film) operatőr           |
| Charles Simonyi, a meta-utazó: Irány az űr! (szín., magyar dokumentumf., 2008) (TV-film) operatőr                          |
| Szlovénia színei (szín., magyar ismerett. film, 2008) (TV-film) operatőr                                                   |
| Világkikötő (szín., magyar ism. sor., 2008) (TV-film) operatőr                                                             |
| Kastély a Kárpátokban (szín., magyar dokumentumf., 2007) (TV-film) operatőr                                                |
| "Maradok, másként nem tehetek" (szín., magyar dokumentumf., 2007) (TV-film) operatőr                                       |
| Portugália (szín., magyar dokumentumf., 2007) (TV-film) rendező, operatőr                                                  |
| Vallomás nyolc tételben - Jacov Barzilay (szín., magyar dokumentumf., 2007) (TV-film) operatőr                             |
| Volt egyszer egy háború (szín., magyar dokumentumf., 2007) (TV-film) operatőr                                              |
| A forradalom Rómából nézve (szín., magyar riportf., 2006) (TV-film) operatőr                                               |
| Azeri kaleidoszkóp (szín., magyar dokumentumf., 2006) (TV-film) operatőr                                                   |
| Boldog napok, hulló csillagok (szín.-ff., magyar dokumentumf., 2006) (TV-film) operatőr                                    |
| Gorbacsov - 75; Peresztrojka - 20 (szín., magyar dokumentumf., 2006) (TV-film) operatőr                                    |
| Parázs a hamu alatt (szín., magyar dokumentumf., 2006) (TV-film) operatőr                                                  |
| Csernobil emberei (szín., magyar dokumentumf., 2005) (TV-film) operatőr                                                    |
| Élt egyszer egy János vitéz?(szín., magyar ismerett. film, 2005) (TV-film) operatőr                                        |
| Narancsforradalom! (szín., magyar dokumentumf., 2005) (TV-film) operatőr                                                   |
| 56-os nagyítéletesek (szín., magyar dokumentumf., 2005) rendező                                                            |
| Miért ferde a kereszt a Szent Koronán? (szín., magyar ismerett. film, 2004) (TV-film) operatőr                             |
| Futballsztár Erdélyből: Bölöni László (szín., magyar portréf., 2001) (TV-film) operatőr                                    |
| Ortodoxia - Hagymakupolás honfoglalás (szín., magyar ismerett. film, 2001) (TV-film) rendező                               |
| Ballada a koránkelt harcosok hosszú meneteléséről (szín., magyar dokumentumf., 1998) (TV-film) operatőr                    |
| Előhívás (szín., magyar riportf., 1996) (TV-film) operatőr                                                                 |
| Azok a székely fiúk (magyar film) rendező                                                                                  |
| Csernobil, 18 évvel később (magyar film) operatőr                                                                          |
| Cunami-árvák (szín., magyar dokumentumf.) (TV-film) operatőr                                                               |
| Élő rokonaink Szibériában (szín., magyar dokumentumf.) operatőr                                                            |
| Kézjegy (szín., magyar portréf.) (TV-film) operatőr                                                                        |
| Látjuk-e egymást Közép-Európában, hogyan látjuk egymást? (szín., dokumentumf.) (TV-film) operatőr                          |
| Orosz tél (szín., magyar dokumentumf.) (TV-film) operatőr                                                                  |
| Szép magyar novella (TV-film) operatőr                                                                                     |
| Vannak vidékek (szín., magyar ism. sor.) (TV-film) operatőr                                                                |

## Televíziós munkái
- Isten kezében (Duna World, 26 perc)